# Marina Reial Danesa
La Marina Reial Danesa (Søværnet) és la branca naval de les forces armades daneses, establerta en 1509 per Joan I de Dinamarca. Els seus efectius es componen de 3600 homes i dones. La marina danesa disposa actualment de més de 75 naus, principalment patrulleres costaneres. Els soldats danesos han pres part en les missions de pau de l'ONU des de l'any 1948. Cap a finals del 2003 més de 64.000 soldats i mariners danesos havien servit a missions conjuntes amb l'OTAN, la OSCE i l'ONU.

## Operació Safari
El sabotatge de la flota danesa, es va produir al port de Copenhague el 29 d'agost de 1943. Aquesta operació, fou decidida per la Marina Reial danesa en el marc de l'ocupació de Dinamarca durant la Segona Guerra Mundial l'operació estava destinada a impedir la captura de la flota danesa per part de la Kriegsmarine (marina alemanya). Les forces alemanyes es van apoderar de les instal·lacions militars i governamentals daneses, el matí del 29 d'agost de 1943, sota ordres del Govern danès, la flota danesa al port de Copenhague fou enfonsada.

## Organització
La marina danesa està dividida en dues esquadres operacionals que disposan cadascuna de la seva pròpia base naval. L'una està situada a Frederikshavn, l'altra a Korsør. El comandament que assegura la formació i l'entrenament dels marins està situat a Copenhague.

## Naus

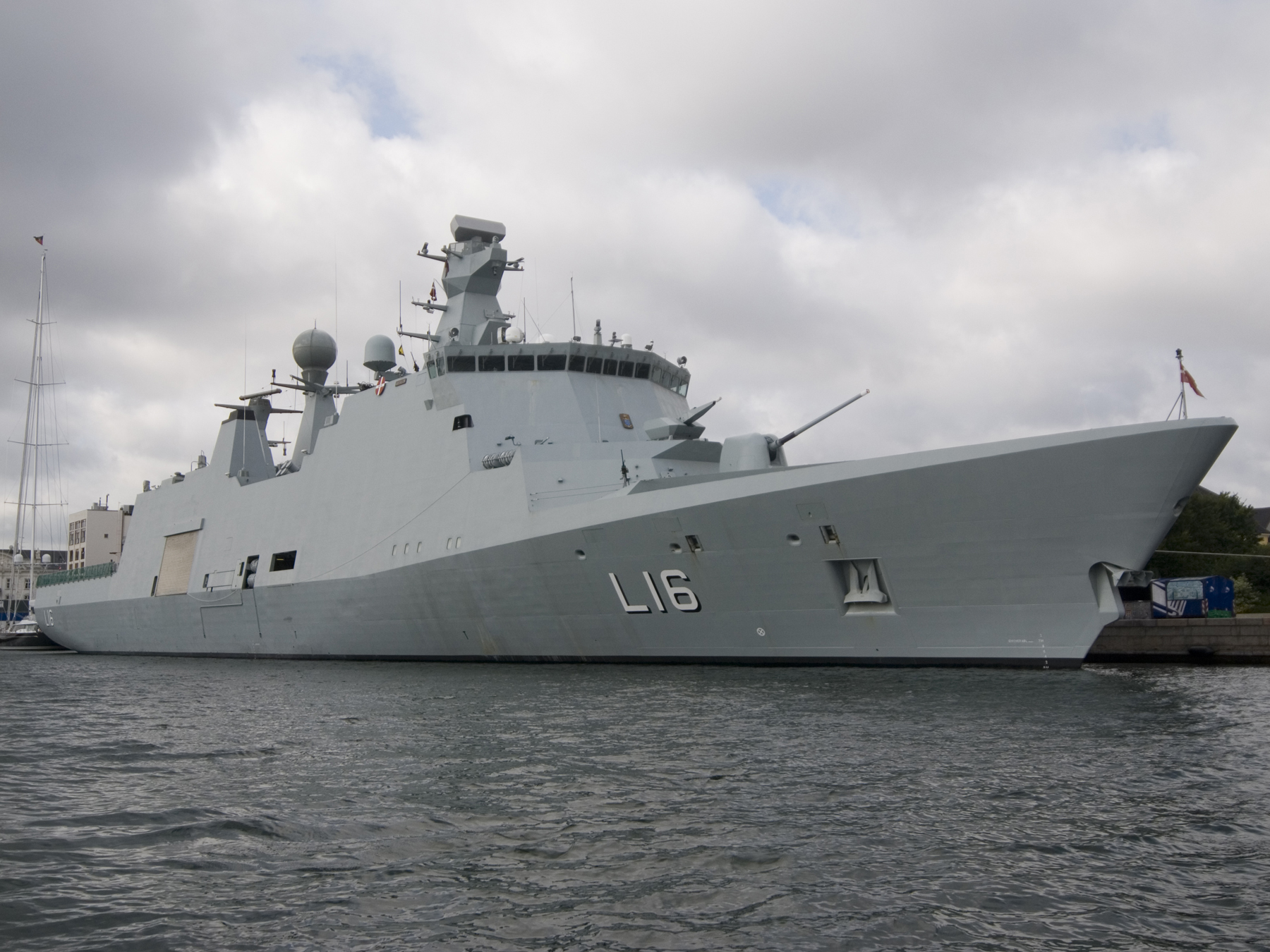
Vaixell Absalon de la Marina Reial Danesa.

La Marina Reial danesa disposa des de 2007 de dues naus mixtes/fragates/nau de desembarcament de 6300 tones cadascuna (Absalon i Esbern Snare) 
capaces de desplegar cadascuna 200 homes i 50 vehicles. A més d'aquesta força de desembarcament, la marina danesa disposa igualment de 
quatre fragates i de tres corvetes, a més, una important formació de patrulleres són encarregades de la vigilància costanera de Dinamarca.
Les naus són de construcció recent, i la renovació dels vaixells es duu a terme regularment.
- Vaixell de desembarcament de la Classe Absalon[6]
  - Absalon (L16)
  - Esbern Snare (L17)

- Fragata de la Classe Iver Huitfeldt
  - Iver Huitfeldt (F361)
  - Peter Willemoes (F362)
  - Niels Juel (F363)

- Fragata de la classe Thetis
  - Thetis (F357)
  - Triton (F358)
  - Vædderen (F359)
  - Hvidbjørnen (F360)

- Patrullera de la Classe Knud Rasmussen
  - Knud Rasmussen (P570)
  - Ejnar Mikkelsen (P571)

- Patrullera de la Classe Flyvefisken
  - Havkatten (P552)
  - Søløven (P563)

- Patrullera de la Classe Diana
  - Diana (P520)
  - Freja (P521)
  - Havfruen (P522)
  - Najaden (P523)
  - Nymfen (P524)
  - Rota (P525)

- Patrullera de la Classe Agdlek
  - Tulugaq (Y388)

- Dragamines de la Classe Holm
  - Hirsholm (MSD5)
  - Saltholm (MSD6)

- Dragamines de la Classe MSF
  - MSF1
  - MSF2
  - MSF3
  - MSF4

- Dragamines de classe MRD
  - MRD4

- Vaixell escola
  - Svanen (Y101)
  - Thyra (Y102)
  - Ertholm (A543)
  - Alholm (A544)

- Trenca-glas
  - Danbjørn (A551)
  - Isbjørn (A552)
  - Thorbjørn (A553)

- Vaixell oceanogràfic
  - Gunnar Thorson (A560)
  - Gunnar Seidenfaden (A561)
  - Mette Miljø (A562)
  - Marie Miljø (A563)
  - Miljø 101 (Y340)
  - Miljø 102 (Y341)
  - Miljø 103
  - Birkholm (A541)
  - Fyrholm (A542)

- Nau de càrrega
  - Sleipner (A559)
  - Tor Dania
  - Ark Forwarder
  - Ark Futura
  - Britannia Seaways

- Submarí
  - S322 Tumleren
  - S323 Saeleren
  - S324 Springeren

## Aeronaus
Des de l'any 2012, l'Armada Reial Danesa disposa de dos helicòpters britànics Westland Lynx